# Elspeth Russell
Pour les articles homonymes, voir Russell.
Elspeth Russell, née le 14 septembre 1922 à Montréal, Québec, et ayant vécu principalement à Matane, était une pionnière de l'aviation canadienne. Seule Québécoise et l'une des rares femmes canadiennes à servir dans l'Air Transport Auxiliary (ATA) durant la Deuxième Guerre mondiale, elle a convoyé de nombreux types d'avions militaires entre l'Amérique du Nord et l'Europe. Après la guerre, elle a fondé, avec son mari Gerry Burnett, la compagnie aérienne Matane Air Services, devenant l'une des premières femmes pilotes commerciales au Québec. En 2002, elle est honorée à titre posthume pour sa contribution à l'aviation québécoise en étant intronisée au Panthéon de l'Air et de l'Espace du Québec.

## Biographie

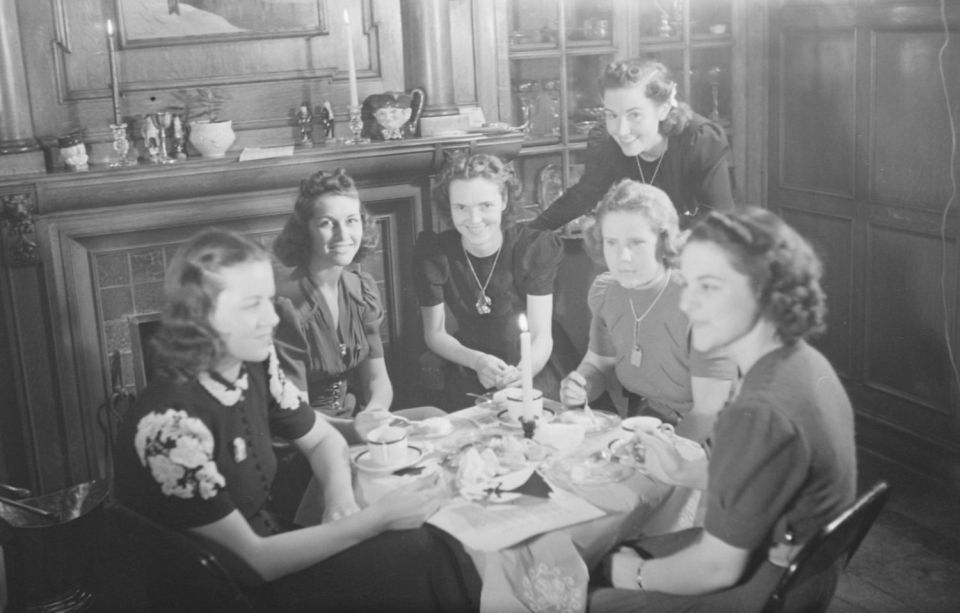
Elspeth Russell, assise au centre à droite, entourée de ses amies Mary Mackay, Elaine Painter, Margaret Pope, Betsy Macdemot et Jane Flexer lors d'une soirée organisée par la sororité Gamma Phi Beta de l'Université McGill à Montréal, le 18 octobre 1939.

Née le 14 septembre 1922 à Montréal, Elspeth Russell grandit dans une famille originaire de Matane, Québec, où elle passe la majeure partie de sa vie. En 1939, alors que la Deuxième Guerre mondiale éclate, elle vient de terminer un baccalauréat à l'université McGill de Montréal,. Inspirée par le désir de contribuer à l'effort de guerre, Elspeth se tourne rapidement vers l'aviation, un domaine encore peu accessible aux femmes de son époque.
Début de carrière et engagement dans la Deuxième Guerre mondiale
Déterminée à jouer un rôle actif, elle découvre l'Air Transport Auxiliary (ATA), une organisation britannique dédiée au convoyage d'avions militaires et l'une des rares à accepter des femmes pilotes, contrairement au Royal Air Force Ferry Command,,. Ne possédant aucune expérience en vol, Elspeth surmonte de nombreux obstacles, notamment l'arrêt des aéroclubs civils en raison du rationnement de carburant,. Elle parvient malgré tout à obtenir des heures de vol en duo à l'aéroclub Curtiss-Reid de Cartierville, réalisant finalement son premier vol solo le jour de ses 20 ans, le 14 septembre 1942. Elle accumule environ 150 heures de vol en solo avant de passer avec succès son test d'admission à l'ATA en 1943, aux commandes d'un avion Harvard à Dorval, Québec,. Pour répondre aux critères d'âge minimum, elle doit mentir sur son âge, n'ayant pas encore 21 ans,.
Carrière au sein de l'ATA
Une fois en Angleterre, Russell a suivi une formation de pilote où ses instructeurs ont reconnu ses compétences malgré son manque d'expérience,. Au cours de sa carrière à l'ATA, elle et son mari, Gerry Burnett, convoient plus de 1 000 appareils militaires de plus de 40 types d'avions différents. Parmi ces modèles, elle pilote des appareils célèbres tels que le Spitfire, le Mustang, le Hudson et le Mosquito, couvrant ainsi un large éventail d'avions, des chasseurs légers aux bombardiers lourds,. Seule Québécoise parmi les cinq femmes canadiennes de l'ATA, elle s'est démarquée par sa capacité à piloter des avions de différentes tailles et envergures, des appareils légers aux bombardiers,.
Retour au Canada et Matane Air Services
En 1945, Elspeth épouse Gerry Burnett, un autre pilote de l'ATA. De retour au Canada en 1946, le couple s'installe à Matane et fonde Matane Air Services en 1948. Cette compagnie aérienne, équipée initialement d'un Stinson 108 et d'un Piper PA-12, a ensuite élargi sa flotte, ajoutant un Cessna Crane bimoteur en 1950 pour assurer la traversée du fleuve Saint-Laurent. La flotte inclura bientôt un Dragon Rapide, plusieurs Lockheed 10 et un DC-3 en 1958. Matane Air Services est vendue à Québecair en 1965.
Héritage
Elspeth Russell est largement reconnue comme l'une des pionnières de l'aviation québécoise. Pendant des années, elle demeure la seule femme pilote commerciale au Québec, un exploit remarquable pour son époque. En hommage à ses réalisations, plusieurs lieux portent son nom à Matane :
- Parc Elspeth-Russell : un espace vert dédié à sa mémoire[6].
- Aéroport Russell-Burnett : nommé en l'honneur d'Elspeth Russell et de son mari, Gerry Burnett, cet aéroport souligne leur contribution significative à l'aviation régionale[8].

En 2002, elle est également intronisée à titre posthume au Panthéon de l'Air et de l'Espace du Québec pour sa contribution à l'aviation.
Son parcours a également été mis en lumière dans le documentaire télévisé "Elspeth Russell, une femme dans le ciel", qui retrace son engagement et ses accomplissements dans l'aviation.